# Cetomimiformes
A Cetomimiformes a csontos halak (Osteichthyes) főosztályának sugarasúszójú halak (Actinopterygii) osztályába tartozó rend.

## Rendszerezés
A rendbe az alábbi családok tartoznak.
- Cetomimidae
- Rondeletiidae
- Barbourisiidae
- Megalomycteridae
- Mirapinnidae